# Oleg Lósev
Oleg Vladimírovich Lósev (ruso: Олег Владимирович Лосев; Tver, Rusia, 10 de mayo de 1903 - Leningrado, 22 de enero de 1942) fue un científico e inventor ruso, creador del LED.

## Biografía
Nacido en una familia de clase alta en la Rusia Imperial, sirvió como capitán en el ejército zarista. Interesado en la electricidad desde edad temprana, publicó una serie de artículos y patentes durante su corta carrera, aunque sus observaciones de los LED permanecieron inadvertidas durante medio siglo hasta ser reconocidos a finales del siglo XX y principios del XXI.
Estudió por cuenta propia y también completó cursos universitarios, llegando a recibir el título de doctor en física e ingeniería en el instituto de Ciencias Loffe. Muy pronto se especializó en telecomunicaciones y electrónica y se interesó activamente en las aplicaciones de la radio en los automóviles y en vehículos militares, algo que jugaría un papel de gran trascendencia en las contiendas.
En el transcurso de sus trabajos como técnico de radio en el Laboratorio Central de Leningrado, advirtió que los semiconductores empleados en los receptores de radio emitían luz cuando una corriente eléctrica los atravesaba, este fenómeno ya había sido observado, independientemente años antes, por Henry Joseph Round.
El científico fabricó ese diodo cristalino a base de óxido de cinc y carburo de silicio, y al pasar corriente eléctrica por el mismo se producía una emisión de fotones (luminosa). Había nacido así el famoso diodo emisor de luz (LED, por las siglas en inglés).
En 1927 Lósev publicó los detalles del primer diodo emisor de luz en un memorable informe, que se publicó en la revista Telefonía de Rusia, bajo el título de "Detector luminoso de carburo de silicio y detección con cristales". Este fue el primer estudio divulgado acerca de los LED.
En el período de 1924 a 1941, publicó una serie de artículos, detallando las funciones de un dispositivo, que él mismo había desarrollado, que generaba luz mediante electroluminiscencia, cuando los electrones emiten luz al caer a un nivel de energía inferior (según las teorías del efecto fotoeléctrico desarrolladas por Albert Einstein).
En abril de 2007 en un artículo de Nature Photonics, Nikolay Zheludev da a conocer a Lósev como el inventor del LED.
Específicamente, Lósev patentó el relé de luz "Light Relay" y por ende su uso en la telecomunicaciones. Desafortunadamente, antes de que se pudiera desarrollar su invento, tuvo lugar la Segunda Guerra Mundial, y Lósev murió en 1942 durante el sitio de Leningrado (hoy San Petersburgo), a la edad de 38 años.